# Made in Sweden (альбом)
Made in Sweden — дебютний студійний альбом шведського співака і автора пісень E-Type, випущений лейблом Stockholm Records 31 жовтня 1994 року.

## Критика
Загальноєвропейський журнал Music & Media писав: «Країна походження, чітко зазначена на ньому, означає сильну рекомендацію для висококласного європейського продукту. «Set the World On Fire» був літнім хітом у Швеції; "This Is the Way" є поточним номером 1. Довговолосий E-Type оточений відомими жінками-бек-співачками, але він не прикидається темношкірим репером. З цим дивним напівспіваючим/напіврозмовляючим голосом він схожий на Рега Преслі з групи Troggs.  Майже із зав’язаними очима можна вибрати ще три сингли: рагга трек «So Dem Come», безсоромно європейський «Fight Them Back» і реггі зі східним присмаком «When Religion Comes To Town».» 

## Трек-лист
| #   | Назва                                       | Автор                                  | Note(s)                                                                      | Тривалість |
| --- | ------------------------------------------- | -------------------------------------- | ---------------------------------------------------------------------------- | ---------- |
| 1.  | «Made in Sweden»                            | E-Type                                 | Performed by Mr. Maple                                                       | 1:35       |
| 2.  | «Set the World on Fire»                     | E-Type, Mud                            | Приспів вокалу Нана Гедін                                                    | 3:43       |
| 3.  | «This Is the Way»                           | E-Type, Mud                            | Хоровий вокал Нани Гедін, Жанетт Содерхольм і Макс Мартін                    | 3:54       |
| 4.  | «So dem a com»                              | E-Type, Mud, Гербі Крічлоу, Чіллі Вайт | Хоровий вокал Чіллі Вайт і Ханни Вангард                                     | 3:30       |
| 5.  | «Fight It Back»                             | E-Type, Mud                            | Хоровий вокал: Нана Гедін і Макс Мартін                                      | 3:27       |
| 6.  | «Until the End»                             | E-Type, Mud                            | Приспів: Нана Гедін, Біргітта Едофф і Макс Мартін                            | 3:30       |
| 7.  | «When Religion Comes to Town»               | E-Type, Mud                            | Хоровий вокал Чарули                                                         | 3:21       |
| 8.  | «Will I See You Again?»                     | E-Type, Mud                            | Хоровий вокал Нани Гедін                                                     | 3:59       |
| 9.  | «Do You Always (Have to Be Alone)?»         | E-Type                                 | Хоровий вокал Нани Гедін                                                     | 4:07       |
| 10. | «Russian Lullaby»                           | Йонас Берггрен, E-Type                 | Хоровий вокал Макса Мартіна, Йонаса «Джокера» Берггрена та Жанетт Содерхольм | 3:12       |
| 11. | «Me No Want Miseria (Take That to the End)» | E-Type, Гербі, Макс Мартін             | Хоровий вокал Нани Гедін                                                     | 4:49       |
| 12. | «Set the World Unplugged»                   | E-Type, Mud                            | Хоровий вокал Крістіни Ханссон і Терези Вестлунд                             | 4:00       |

## Персонал
- Співпродюсер – E-Type
- Дизайн [Рукав] – Мікаель П. Ерікссон, Реагера, Томас Перман [DDD]
- Виконавчий продюсер – Денніз Поп
- Слова: E-Type, Mud (3) (треки: 2-8, 10, 12)
- Мастер – Бйорн Енгельманн
- Автор музики – E-Type (доріжки: 1–9, 11, 12)
- Продюсер – Denniz PoP (треки: 2-5, 11), E-Type (треки: 1, 7, 10, 12), Max Martin (треки: 3, 5, 9-11)